# Municipio de Monroe (condado de Richland)
El municipio de Monroe (en inglés: Monroe Township) es un municipio ubicado en el condado de Richland en el estado estadounidense de Ohio. En el año 2010 tenía una población de 2723 habitantes y una densidad poblacional de 28,34 personas por km².

## Geografía
El municipio de Monroe se encuentra ubicado en las coordenadas 40°41′17″N 82°23′42″O / 40.68806, -82.39500. Según la Oficina del Censo de los Estados Unidos, el municipio tiene una superficie total de 96.07 km², de la cual 94,15 km² corresponden a tierra firme y (2 %) 1.92 km² es agua.

## Demografía
Según el censo de 2010, había 2723 personas residiendo en el municipio de Monroe. La densidad de población era de 28,34 hab./km². De los 2723 habitantes, el municipio de Monroe estaba compuesto por el 97,8 % blancos, el 0,33 % eran afroamericanos, el 0,11 % eran amerindios, el 0,48 % eran asiáticos, el 0,04 % eran de otras razas y el 1,25 % eran de una mezcla de razas. Del total de la población el 0,48 % eran hispanos o latinos de cualquier raza.